# Sancourt British Cemetery
Sancourt British Cemetery is een Britse militaire begraafplaats met gesneuvelden uit de Eerste Wereldoorlog en gelegen in het Franse dorp Sancourt (Noorderdepartement). De begraafplaats werd ontworpen door Wilfred Von Berg en ligt aan de Rue Maurice Camier op ruim 650 m ten noordwesten van het dorpscentrum (gemeentehuis). Ze heeft een trapeziumvormig grondplan met een oppervlakte van 634 m² en wordt omsloten door een natuurstenen muur.
In de noordwestelijke hoek staat in een soort apsis het Cross of Sacrifice. Aan de voorzijde markeert een metalen hekje de toegang. De begraafplaats wordt onderhouden door de Commonwealth War Graves Commission.
Er liggen 237 doden waaronder 20 niet geïdentificeerde. 

## Geschiedenis
Sancourt werd op 29 september 1918 door het Canadian Corps ingenomen. De begraafplaats werd de daaropvolgende maand aangelegd. Er liggen nu 217 geïdentificeerde slachtoffers waaronder 211 Canadezen en 6 Britten.

## Graven
- soldaat Manuel Bermudez was een Venezolaan die bij de Canadian Infantry diende. Op zijn grafzerk staat de volgende tekst: A son of Venezuela who fought and died for God's justice on earth.

### Onderscheiden militairen
- C.F. Commins, kapitein bij de Canadian Infantry werd tweemaal onderscheiden met het Military Cross (MC and Bar).
- de kapiteins Ernest Wilkinson Lawrence en Leslie Kenneth Belcher en de luitenants Chester William Halstead en Stewart Smith McLean werden onderscheiden met het Military Cross (MC). Deze officieren dienden bij de Canadian Infantry.
- Robert Kennedy, compagnie sergeant-majoor bij de Canadian Infantry werd onderscheiden met de Distinguished Conduct Medal en driemaal met de Military Medal (DCM, MM and 2 Bars).
- luitenant Charles Donald Nicol en compagnie sergeant-majoor Gilbert Fairbairn, beide dienend bij de Canadian Infantry en M. Duffy, sergeant bij het Canadian Machine Gun Corps werden onderscheiden met de Distinguished Conduct Medal en de Military Medal (DCM, MM).
- sergeant J. Simpson en korporaal Thomas Douglas Gilbert, beide dienend bij de Canadian Infantry werden onderscheiden met de Distinguished Conduct Medal (DCM).
- nog 16 militairen werden onderscheiden met de Military Medal (MM).